# Mercedes-Benz W196
Mercedes-Benz W196 je Mercedesov dirkalnik Formule 1, ki je bil v uporabi v sezonah 1954 in 1955, ko so z njim dirkali Juan Manuel Fangio, Stirling Moss, Hermann Lang, Karl Kling, Hans Herrmann in Piero Taruffi. Juan Manuel Fangio je z njim v obeh sezonah osvojil dirkaška naslova prvaka, v tem času pa je osvojil osem zmag od devetih, ki jih je dosegel dirkalnik W196. Deveto zmago je dosegel Stirling Moss na domači dirki za Veliko nagrado Velike Britanije v sezoni 1955, pa še za to ni popolnoma jasno, če jo ni Mossu Fangio podaril. 
W196 je prvi dirkalnik, ki je uporabljal direktno vbrizgavanje goriva in cilindre desmodromic. Motor M196 R je tehtal 204 kg. Lahko je proizvajal moč 290 KM pri 5800 rpm, najvišjo hitrost pa je dosegel pri 300 km/h. Obstaja je različica W196S, ki je bila uporabljena na hitrejših dirkališčih. 
Fangiev dirkalnik W196R, s katerim je v sezoni 1954 dosegel dve zmagi, je leta 2013 na dražbi ob festivalu Goodwood Festival of Speed v Angliji dosegel ceno 20 milijonov €, kar je rekord za avtomobile prodane na dražbi.